# Walla Zaman Ya Silahi
Walla Zaman Ya Silahi – hymn państwowy Egiptu w latach 1960–1979, Iraku w latach 1965–1981, Zjednoczonej Republiki Arabskiej w latach 1960–1971 oraz Libii w latach 1969–1972. Słowa napisał Salah Szahyn, a muzykę skomponował Kamal Attawyl.
Początkowo skomponowany dla Umm Kulsum, uzyskał on wielką popularność w 1956 roku, stając się w końcu hymnem Egiptu w 1960 roku. W 1965 roku został także przyjęty przez Irak, co było symbolicznym gestem chęci połączenia się z Egiptem w większy kraj arabski.
Jako hymn Egiptu śpiewany był jedynie refren, po którym następowało instrumentalne interludium i powtórzenie refrenu. W Iraku zaś hymn był pozbawiony słów.

## Oficjalne słowa arabskie w Egipcie (refren)
Walla Zaman Ya Silahi
Ishtaqti Lak Fi Kifahi
Intaq We Qul Ana Sahi
Ya Harb Walla Zaman.

## Oryginalne zwrotki z pierwotnej wersji
Przed każdą i po każdej z nich następował wyżej wymieniony refren.
Walla Zaman 'Algunud
Zahfa Bitir'id Ri'ud
Halfa Tiruh Lam Ti'ud
Illa Binasr Al-zaman.
Hummu Wu Dummu Al-sufuf
Shilu Al-hayat 'Alkufuf
Yama Al-'adu Rah Yishuf
Minkum Binar El-fida.
Ya Magd Ya Magdina
Yalli Itbanait 'Andana
Bishaqana Wa Kaddina
'Umrak Ma Tibqa Hawan.
Masr Al-hurra Min Yihmiha
Nihmiha Bislahna
Ardh Al-thawra Min Yifdiha
Nifdiha Biarwahna.
Al-sha'b Biyizhaf Zayy El-nur
Al-sha'b Gebal Al-sha'b Bhur
Burkan Ghadban Burkan Biyfur
Zilzal Biyshuqq Lohom Fi Qbur.